# Red Post on Escher Street
Red Post on Escher Street (originalment en japonès, エッシャー通りの赤いポスト; romanitzat, Eschaa dori no akai posuto) és una pel·lícula de comèdia dramàtica del 2020 escrita, muntada i dirigida per Sion Sono, protagonitzada per un repartiment coral. S'ha descrit com una "carta d'amor al mateix cinema, als seus creadors i, abans que res, als seus intèrprets". S'ha subtitulat al català.

## Premissa
El director d'un festival Tadashi Kobayashi (Tatsuhiro Yamaoka) fa un càsting obert per a la seva propera pel·lícula. Una onada d'aspirants a actors s'inscriu i competeix per qualsevol oportunitat a la pantalla o per treballar amb aquest talentós cineasta. La pel·lícula segueix els candidats en les seves pròpies lluites. Els aspirants desconeixen les lluites personals de Kobayashi i els problemes que sorgeixen darrere de les escenes durant la preproducció de la pel·lícula.

## Repartiment
- Tomoko Fujita
- Sen Fujimaru com a Yabuki Yasuko
- Mitsuru Fukikoshi
- Sayaka Hori
- Matsuri Kohira com a Kiriko
- Marina Kozawa
- Riku Kurokouchi
- Mala Morgan com a Katako
- Canon Nawata com Hirona Matsumoto
- Taro Suwa
- Jun Toba
- Tetsu Watanabe
- Tatsuhiro Yamaoka com a Tadashi Kobayashi